# Tournoi asiatique des Cinq Nations de rugby à XV 2013
Navigation
Tournoi 2012 Tournoi 2014
Le Tournoi asiatique des Cinq Nations 2013 est la sixième édition du Tournoi asiatique des Cinq Nations, compétition annuelle de rugby à XV qui voit s'affronter les nations membres de l'Asian Rugby Football Union. Les pays participants sont répartis en six divisions continentales, dont la première est appelée Top 5. Un système de promotions et de relégations existe entre les différentes divisions continentales. Les résultats des matchs comptent également pour les qualifications de la Coupe du monde 2015.

## Participants
23 équipes participent à cette édition
| Top 5 - Japon - Philippines - Hong Kong - Émirats arabes unis - Corée du Sud | Division 1 - Sri Lanka - Taipei chinois - Kazakhstan - Thaïlande | Division 2 - Malaisie - Singapour - Inde - Iran |

| Division 3 - Chine - Qatar - Guam - Indonésie | Division 4 - Laos - Ouzbékistan - Liban - Pakistan | Division 5 - Cambodge - Brunei |

## Top 5
Les quatre premiers de l'édition 2012 (Japon, Corée du Sud, Émirats arabes unis, Hong Kong) sont rejoints par le vainqueur de la Division 1, les Philippines. Le Japon remporte la compétition pour la sixième année consécutive. 

### Classement
| Rang | Nation              | J | V | N | D | Bo | Bd | Pm  | Pe  | Diff | Pts |
| ---- | ------------------- | - | - | - | - | -- | -- | --- | --- | ---- | --- |
| 1    | Japon (T)           | 4 | 4 | 0 | 0 | 0  | 0  | 316 | 8   | +308 | 24  |
| 2    | Corée du Sud        | 4 | 3 | 0 | 1 | 0  | 0  | 185 | 115 | +70  | 18  |
| 3    | Hong Kong           | 4 | 2 | 0 | 2 | 0  | 0  | 134 | 108 | +26  | 12  |
| 4    | Philippines         | 4 | 1 | 0 | 3 | 0  | 0  | 63  | 250 | -187 | 6   |
| 5    | Émirats arabes unis | 4 | 0 | 0 | 4 | 0  | 0  | 28  | 245 | -217 | 0   |

|  | Vainqueur du tournoi (no 1).                      |
|  | Relégué en Division 1 pour le tournoi 2014 (no 5) |
|  | T, tenant du titre 2012.                          |

Attribution des points : Cinq points sont attribués pour une victoire, trois points pour un match nul, aucun point en cas de défaite. Un point de bonus est accordé à l'équipe qui marque au moins quatre essais ou qui perd par moins de huit points.

### Résultats
Première journée
| 24 mai 2013 14 h 00 | Japon | 121 – 0 | Philippines | Level-5 Stadium, Munakata |
| 24 mai 2013 14 h 00 |       |         |             | Level-5 Stadium, Munakata |
| 24 mai 2013 14 h 00 |       |         |             | Level-5 Stadium, Munakata |

| 24 mai 2013 16 h 00 | Hong Kong | 53 – 7 | Émirats arabes unis | Hong Kong Football Club Stadium, Hong Kong |
| 24 mai 2013 16 h 00 |           |        |                     | Hong Kong Football Club Stadium, Hong Kong |
| 24 mai 2013 16 h 00 |           |        |                     | Hong Kong Football Club Stadium, Hong Kong |

Deuxième journée
| 26 avril 2013 17 h 00 | Émirats arabes unis | 10 – 75 | Corée du Sud | Al Ain RFC Stadium, Al Ain |
| 26 avril 2013 17 h 00 |                     |         |              | Al Ain RFC Stadium, Al Ain |
| 26 avril 2013 17 h 00 |                     |         |              | Al Ain RFC Stadium, Al Ain |

| 27 avril 2013 16 h 00 | Hong Kong | 0 – 38 | Japon | Hong Kong Football Club Stadium, Hong Kong |
| 27 avril 2013 16 h 00 |           |        |       | Hong Kong Football Club Stadium, Hong Kong |
| 27 avril 2013 16 h 00 |           |        |       | Hong Kong Football Club Stadium, Hong Kong |

Troisième journée
| 4 mai 2013 14 h 00 | Japon | 64 – 5 | Corée du Sud | Chichibunomiya Stadium, Tokyo |
| 4 mai 2013 14 h 00 |       |        |              | Chichibunomiya Stadium, Tokyo |
| 4 mai 2013 14 h 00 |       |        |              | Chichibunomiya Stadium, Tokyo |

| 4 mai 2013 19 h 00 | Philippines | 20 – 59 | Hong Kong | Rizal Memorial Stadium, Manille |
| 4 mai 2013 19 h 00 |             |         |           | Rizal Memorial Stadium, Manille |
| 4 mai 2013 19 h 00 |             |         |           | Rizal Memorial Stadium, Manille |

Quatrième journée
| 10 mai 2013 20 h 00 | Émirats arabes unis | 3 – 93 | Japon | The Sevens Stadium, Dubai |
| 10 mai 2013 20 h 00 |                     |        |       | The Sevens Stadium, Dubai |
| 10 mai 2013 20 h 00 |                     |        |       | The Sevens Stadium, Dubai |

| 11 mai 2013 12 h 00 | Corée du Sud | 62 – 19 | Philippines | Ansan Wa~ Stadium, Ansan |
| 11 mai 2013 12 h 00 |              |         |             | Ansan Wa~ Stadium, Ansan |
| 11 mai 2013 12 h 00 |              |         |             | Ansan Wa~ Stadium, Ansan |

Cinquième journée
| 18 mai 2013 12 h 00 | Corée du Sud | 43 – 22 | Hong Kong | Ansan Wa~ Stadium, Ansan |
| 18 mai 2013 12 h 00 |              |         |           | Ansan Wa~ Stadium, Ansan |
| 18 mai 2013 12 h 00 |              |         |           | Ansan Wa~ Stadium, Ansan |

| 18 mai 2013 19 h 00 | Philippines | 24 - 8 | Émirats arabes unis | Rizal Memorial Stadium, Manille |
| 18 mai 2013 19 h 00 |             |        |                     | Rizal Memorial Stadium, Manille |
| 18 mai 2013 19 h 00 |             |        |                     | Rizal Memorial Stadium, Manille |

## Division 1
La division 1 est composée du Kazakhstan, du Sri Lanka, de la Thaïlande et enfin de Taïwan. 

### Classement
| Rang | Nation         | J | V | N | D | Bo | Bd | Pm  | Pe  | Diff | Pts |
| ---- | -------------- | - | - | - | - | -- | -- | --- | --- | ---- | --- |
| 1    | Sri Lanka      | 3 | 3 | 0 | 0 | 0  | 0  | 133 | 33  | +100 | 18  |
| 2    | Kazakhstan     | 3 | 1 | 0 | 2 | 0  | 0  | 70  | 92  | -22  | 6   |
| 3    | Taipei chinois | 3 | 1 | 0 | 2 | 0  | 0  | 70  | 104 | -34  | 6   |
| 4    | Thaïlande      | 3 | 1 | 0 | 2 | 0  | 0  | 63  | 107 | -44  | 5   |

|  | Vainqueur du tournoi (no 1).                      |
|  | Relégué en Division 2 pour le tournoi 2014 (no 4) |

Attribution des points : Cinq points sont attribués pour une victoire, trois points pour un match nul, aucun point en cas de défaite. Un point de bonus est accordé à l'équipe qui marque au moins quatre essais ou qui perd par moins de huit points.

### Résultats
Première journée
| 31 mars 2013 14 h 00 | Kazakhstan | 10 – 33 | Thaïlande | Havelocks RFC Stadium, Colombo |
| 31 mars 2013 14 h 00 |            |         |           | Havelocks RFC Stadium, Colombo |
| 31 mars 2013 14 h 00 |            |         |           | Havelocks RFC Stadium, Colombo |

| 31 mars 2013 16 h 00 | Sri Lanka | 39 – 8 | Taipei chinois | Havelocks RFC Stadium, Colombo |
| 31 mars 2013 16 h 00 |           |        |                | Havelocks RFC Stadium, Colombo |
| 31 mars 2013 16 h 00 |           |        |                | Havelocks RFC Stadium, Colombo |

Deuxième journée
| 3 avril 2013 14 h 00 | Kazakhstan | 42 – 10 | Taipei chinois | Havelocks RFC Stadium, Colombo |
| 3 avril 2013 14 h 00 |            |         |                | Havelocks RFC Stadium, Colombo |
| 3 avril 2013 14 h 00 |            |         |                | Havelocks RFC Stadium, Colombo |

| 3 avril 2013 16 h 00 | Sri Lanka | 45 – 7 | Thaïlande | Havelocks RFC Stadium, Colombo |
| 3 avril 2013 16 h 00 |           |        |           | Havelocks RFC Stadium, Colombo |
| 3 avril 2013 16 h 00 |           |        |           | Havelocks RFC Stadium, Colombo |

Troisième journée
| 6 avril 2013 14 h 00 | Taipei chinois | 52 – 23 | Thaïlande | Havelocks RFC Stadium, Colombo |
| 6 avril 2013 14 h 00 |                |         |           | Havelocks RFC Stadium, Colombo |
| 6 avril 2013 14 h 00 |                |         |           | Havelocks RFC Stadium, Colombo |

| 6 avril 2013 16 h 00 | Sri Lanka | 49 – 18 | Kazakhstan | Havelocks RFC Stadium, Colombo |
| 6 avril 2013 16 h 00 |           |         |            | Havelocks RFC Stadium, Colombo |
| 6 avril 2013 16 h 00 |           |         |            | Havelocks RFC Stadium, Colombo |

## Division 2
La division 2 est composée de Singapour, de la Malaisie, de l'Iran et enfin de l'Inde. 
|  | Demi-finales             | Demi-finales             |                        |    | Finale                   | Finale                   |
|  | Demi-finales             | Demi-finales             |                        |    | Finale                   | Finale                   |
|  |                          |                          |                        |    |                          |                          |
|  | le 4 juin à Kuala Lumpur | le 4 juin à Kuala Lumpur |                        |    | le 8 juin à Kuala Lumpur | le 8 juin à Kuala Lumpur |
|  | le 4 juin à Kuala Lumpur | le 4 juin à Kuala Lumpur |                        |    | le 8 juin à Kuala Lumpur | le 8 juin à Kuala Lumpur |
|  | Singapour                | 67                       |                        |    | le 8 juin à Kuala Lumpur | le 8 juin à Kuala Lumpur |
|  | Singapour                | 67                       |                        |    | le 8 juin à Kuala Lumpur | le 8 juin à Kuala Lumpur |
|  | Inde                     | 8                        |                        |    | le 8 juin à Kuala Lumpur | le 8 juin à Kuala Lumpur |
|  | Inde                     | 8                        | Singapour              | 20 |                          |                          |
|  | le 4 juin à Kuala Lumpur |                          | Singapour              | 20 |                          |                          |
|  |                          | Malaisie                 | 17                     |    |                          |                          |
|  | Malaisie                 | Malaisie                 | 17                     | 48 |                          |                          |
|  | Malaisie                 |                          |                        | 48 |                          |                          |
|  | Iran                     | 10                       |                        |    |                          |                          |
|  | Iran                     | 10                       | Match pour la 3e place |    |                          |                          |
|  |                          |                          |                        |    |                          |                          |
|  | le 7 juin à Kuala Lumpur |                          |                        |    |                          |                          |
|  |                          |                          |                        |    |                          |                          |
|  | Iran                     | 30                       |                        |    |                          |                          |
|  | Iran                     | 30                       |                        |    |                          |                          |
|  | Inde                     | 13                       |                        |    |                          |                          |
|  | Inde                     | 13                       |                        |    |                          |                          |

## Division 3
La division 3 est composée de la Chine, de Guam, de l'Indonésie et enfin du Qatar. 
|  | Demi-finales             | Demi-finales             |                        |    | Finale                   | Finale                   |
|  | Demi-finales             | Demi-finales             |                        |    | Finale                   | Finale                   |
|  |                          |                          |                        |    |                          |                          |
|  | le 5 juin à Kuala Lumpur | le 5 juin à Kuala Lumpur |                        |    | le 8 juin à Kuala Lumpur | le 8 juin à Kuala Lumpur |
|  | le 5 juin à Kuala Lumpur | le 5 juin à Kuala Lumpur |                        |    | le 8 juin à Kuala Lumpur | le 8 juin à Kuala Lumpur |
|  | Guam                     | 33                       |                        |    | le 8 juin à Kuala Lumpur | le 8 juin à Kuala Lumpur |
|  | Guam                     | 33                       |                        |    | le 8 juin à Kuala Lumpur | le 8 juin à Kuala Lumpur |
|  | Indonésie                | 15                       |                        |    | le 8 juin à Kuala Lumpur | le 8 juin à Kuala Lumpur |
|  | Indonésie                | 15                       | Qatar                  | 13 |                          |                          |
|  | le 5 juin à Kuala Lumpur |                          | Qatar                  | 13 |                          |                          |
|  |                          | Guam                     | 7                      |    |                          |                          |
|  | Chine                    | Guam                     | 7                      | 0  |                          |                          |
|  | Chine                    |                          |                        | 0  |                          |                          |
|  | Qatar                    | 76                       |                        |    |                          |                          |
|  | Qatar                    | 76                       | Match pour la 3e place |    |                          |                          |
|  |                          |                          |                        |    |                          |                          |
|  | le 7 juin à Kuala Lumpur |                          |                        |    |                          |                          |
|  |                          |                          |                        |    |                          |                          |
|  | Indonésie                | 37                       |                        |    |                          |                          |
|  | Indonésie                | 37                       |                        |    |                          |                          |
|  | Chine                    | 13                       |                        |    |                          |                          |
|  | Chine                    | 13                       |                        |    |                          |                          |

## Division 4
La division 4 est composée du Pakistan, du Liban, de l'Ouzbékistan et enfin du Laos.  
|  | Demi-finales      | Demi-finales     |                        |    | Finale            | Finale            |
|  | Demi-finales      | Demi-finales     |                        |    | Finale            | Finale            |
|  |                   |                  |                        |    |                   |                   |
|  | le 8 mai à Dubaï  | le 8 mai à Dubaï |                        |    | le 10 mai à Dubaï | le 10 mai à Dubaï |
|  | le 8 mai à Dubaï  | le 8 mai à Dubaï |                        |    | le 10 mai à Dubaï | le 10 mai à Dubaï |
|  | Liban             | 35               |                        |    | le 10 mai à Dubaï | le 10 mai à Dubaï |
|  | Liban             | 35               |                        |    | le 10 mai à Dubaï | le 10 mai à Dubaï |
|  | Ouzbékistan       | 25               |                        |    | le 10 mai à Dubaï | le 10 mai à Dubaï |
|  | Ouzbékistan       | 25               | Liban                  | 45 |                   |                   |
|  | le 8 mai à Dubaï  |                  | Liban                  | 45 |                   |                   |
|  |                   | Pakistan         | 12                     |    |                   |                   |
|  | Pakistan          | Pakistan         | 12                     | 31 |                   |                   |
|  | Pakistan          |                  |                        | 31 |                   |                   |
|  | Laos              | 25               |                        |    |                   |                   |
|  | Laos              | 25               | Match pour la 3e place |    |                   |                   |
|  |                   |                  |                        |    |                   |                   |
|  | le 10 mai à Dubaï |                  |                        |    |                   |                   |
|  |                   |                  |                        |    |                   |                   |
|  | Ouzbékistan       | 18               |                        |    |                   |                   |
|  | Ouzbékistan       | 18               |                        |    |                   |                   |
|  | Laos              | 15               |                        |    |                   |                   |
|  | Laos              | 15               |                        |    |                   |                   |

## Division 5
| Rang | Nation   | J | V | N | D | Bo | Bd | Pm | Pe | Diff | Pts |
| ---- | -------- | - | - | - | - | -- | -- | -- | -- | ---- | --- |
| 1    | Cambodge | 2 | 2 | 0 | 0 | 0  | 0  | 66 | 0  | +66  | 10  |
| 2    | Brunei   | 2 | 0 | 0 | 2 | 0  | 0  | 0  | 66 | -66  | 0   |

|  | Vainqueur du tournoi (no 1). |

Attribution des points : Match gagné : 5 pts, match nul : 3 pts, match perdu : 0 pts, un point de bonus est attribué si une équipe marque 4 essais ou plus ou si elle perd par 7 points ou moins.

### Résultats
Première journée
| 5 juillet 2013 | Cambodge | 38 - 0 | Brunei | Phnom Penh |
| 5 juillet 2013 |          |        |        | Phnom Penh |
| 5 juillet 2013 |          |        |        | Phnom Penh |

Deuxième journée
| 7 juillet 2013 | Brunei | 0 - 28 | Cambodge | Phnom Penh |
| 7 juillet 2013 |        |        |          | Phnom Penh |
| 7 juillet 2013 |        |        |          | Phnom Penh |